# Цёллер, Карлхайнц
Карлхайнц Цёллер (нем. Karlheinz Zöller; 24 августа 1928, Хёр-Гренцхаузен — 29 июля 2005, Берлин) — немецкий флейтист.
Учился во Франкфурте-на-Майне, затем в Детмольдской Высшей школе музыки у Курта Ределя. Выступал в различных оркестрах, в 1960—1968 гг. первая флейта Берлинского филармонического оркестра. После тяжёлой автомобильной аварии во время гастролей по Южной Америке вынужден был оставить концертную деятельность и с 1969 г. преподавал в Гамбургской Высшей школе музыки; среди его учеников, в частности, Вольфганг Риттер, Ирена Графенауэр, Клаудио Бариле. Постепенно, однако, здоровье Цёллера поправилось, и в 1976 г. он вернулся на прежний пост в Берлинский филармонический оркестр, оставаясь в его составе до 1993 г. Как солист Цёллер впервые исполнил ряд произведений современных композиторов: Концерт для флейты и гобоя с оркестром Дьёрдя Лигети (1972), Концерт для флейты с оркестром Юн Исана (1977) и др.